# The Story of God con Morgan Freeman
The Story of God con Morgan Freeman (The Story of God with Morgan Freeman) è un programma televisivo documentaristico statunitense condotto dall'attore Morgan Freeman. Nel programma l'attore viaggia in giro per il mondo con lo scopo di studiare varie culture e religioni, per cercare di capire il loro modo di affrontare temi legati alla religione, in particolare riguardo alle loro convinzioni in un Dio o in un potere superiore, cercando inoltre di rispondere a certe domande anche dal punto di vista scientifico.
Il programma viene trasmesso in prima visione assoluta negli Stati Uniti sul canale televisivo National Geographic a partire dal 3 aprile 2016. Dopo una prima stagione composta da sei puntate, il 21 luglio 2016 il programma venne rinnovato per una seconda stagione composta da tre puntate, andate in onda a partire dal 16 gennaio 2017. Nel gennaio del 2018 il programma venne inoltre rinnovato per una terza stagione, che è andata in onda dal 5 marzo al 9 aprile 2019.
In Italia la prima stagione del programma è stata trasmessa in prima visione su National Geographic a partire dal 7 aprile 2016, mentre in chiaro va in onda su Focus a partire dal 22 maggio 2018.

## Puntate

### Prima stagione
| nº | Titolo originale      | Titolo italiano        | Prima TV USA   | Prima TV Italia |
| -- | --------------------- | ---------------------- | -------------- | --------------- |
| 1  | Beyond Death          | Dopo la morte          | 3 aprile 2016  | 7 aprile 2016   |
| 2  | Apocalypse            | Apocalisse             | 10 aprile 2016 | 14 aprile 2016  |
| 3  | Who is God?           | Chi è Dio?             | 17 aprile 2016 | 21 aprile 2016  |
| 4  | Creation              | Creazione              | 24 aprile 2016 | 28 aprile 2016  |
| 5  | Why Does Evil Exist?  | Perche esiste il male? | 1º maggio 2016 | 5 maggio 2016   |
| 6  | The Power of Miracles | Il potere dei miracoli | 8 maggio 2016  | 12 maggio 2016  |

### Seconda stagione
| nº | Titolo originale | Titolo italiano                | Prima TV USA    | Prima TV Italia |
| -- | ---------------- | ------------------------------ | --------------- | --------------- |
| 1  | The Chosen One   | L'eletto                       | 16 gennaio 2017 |                 |
| 2  | Heaven and Hell  | Il paradiso e l'inferno        | 23 gennaio 2017 |                 |
| 3  | Proof of God     | La prova dell'esistenza di Dio | 30 gennaio 2017 |                 |

### Terza stagione
| nº | Titolo originale     | Titolo italiano        | Prima TV USA  | Prima TV Italia |
| -- | -------------------- | ---------------------- | ------------- | --------------- |
| 1  | Search for the Devil | La ricerca del diavolo | 5 marzo 2019  |                 |
| 2  | Gods Among Us        | Dei tra di noi         | 12 marzo 2019 |                 |
| 3  | Visions of God       | Visioni di Dio         | 19 marzo 2019 |                 |
| 4  | Deadly Sins          | Peccati capitali       | 26 marzo 2019 |                 |
| 5  | Divine Secrets       | Segreti divini         | 2 aprile 2019 |                 |
| 6  | Holy Laws            | Leggi sacre            | 9 aprile 2019 |                 |